# Bira
Ubirajara Penacho dos Reis (Salvador, 5 de setembro de 1934 — São Paulo, 22 de dezembro de 2019), mais conhecido como Bira, foi um músico brasileiro.
Tornou-se conhecido por tocar baixo elétrico no Sexteto do Jô, que se apresentava diariamente no Programa do Jô, sempre seguindo as piadas do apresentador com um riso peculiar. Foi o segundo membro da formação original do sexteto a morrer, depois de Rubinho, morto em 1999 e com quem estava desde a formação inicial como quarteto e depois quinteto, acompanhando o apresentador desde 1989.

## Biografia
"Ubirajara Penacho dos Reis! Baiano que já nasceu com nome de poeta e sensibilidade de artista. Posso defini-lo numa frase: seu talento ainda é maior do que a sua gargalhada".

Jô Soares
O músico era autodidata, construiu uma afinidade com o baixo quando fez parte do coral universitário da Universidade Federal da Bahia. Era torcedor do Bahia e, depois, morando em São Paulo, do Corinthians.
Segundo informou num artigo, sua família queria que fosse médico, mas ele desistira de tentar a carreira após assistir a uma autópsia e, fã de samba-canção, bolero, jazz e da incipiente bossa nova, inciou a carreira artística como cantor, atuando em bandas da capital baiana que teve inicio no "Quinteto Melódico Itapuã" e depois junto a um quarteto que se apresentava na boate Montecarlo e depois no Hotel da Bahia junto a um trio do pianista Jessildo Caribé, parente do conhecido pintor argentino, durante as décadas de 1950 e 1960.
No meio artístico de Salvador conheceu artistas como Elizeth Cardoso ou Wilson Simonal, mas foi por influência de Luiz Chaves, do Zimbo Trio, que resolveu se dedicar ao contrabaixo. Participou do I Festival de Bossa Nova da Bahia, evento que trazia artistas ainda desconhecidos como Gilberto Gil e Caetano Veloso. Sobre isso, declarou: “Lá vi o Luiz Chaves, do Zimbo Trio. Não sosseguei enquanto não aprendi a segurar no contrabaixo da mesma forma que ele. Vendo isso, o Luiz Chaves disse que eu levava jeito e me incentivou a estudar. Pergunta se eu estudei?” Marcou ainda neste período a apresentação que fizera na cidade de Senhor do Bonfim, próxima de Juazeiro, e lá também estava um jovem tímido que também se apresentaria: João Gilberto, que mais tarde revolucionaria a música brasileira com a canção "Chega de Saudade"
Ainda no final dos anos 60 mudou-se para o sul, como faziam os artistas baianos na época, radicando-se em São Paulo. Nesta cidade frequentou o meio artístico até que foi indicado pelo músico Chu Viana para tocar com o Chacrinha; usando um instrumento emprestado, atuou ali por seis meses até quando o apresentador mudou seu programa para o Rio de Janeiro. Foi então convidado por Silvio Santos, em 1970, para trabalhar em seu programa, o que lhe introduziu definitivamente no meio televisivo brasileiro e viria definir sua trajetória. Trabalhou com Santos até 1999, atuando portanto também junto a Jô Soares por 11 anos.
Dos integrantes da banda, Bira era aquele com quem o Jô Soares mais interagia; o apresentador, que dera um personagem a cada músico, declarou certa feita: "Derico, que é o que sabe tudo; o Bira, que tem aquela gargalhada que é um presente, e assim por diante".
Sobre a forma como soube do término do programa, que acompanhara por 29 anos, Bira declarou numa entrevista à RedeTV!: "A notícia chegou aqui com um telefonema: 'tal dia, todo mundo na Globo'. 10h, no quinto andar, encontro na mesa um rapaz chamado Otávio, eu trabalhei com ele no SBT. Eu fui pondo a mão na mesa para me sentar, ele falou: 'O Programa do Jô acabou'. Eu dei risada. A vida lá dentro só tinha riso". Ele acrescentou, em outra entrevista sobre o final do programa, em 2016: "Sinto muita falta. Minha mulher fala que eu não estava preparado para o término do programa, e não estava mesmo. Tomei um soco no queixo que ainda não levantei".
Junto ao pianista Osmar Barutti, que conhecera no programa do Jô e de quem viria a ser vizinho e amigo, criou o Bira Bossa Jazz, com o qual se apresentava. Tinha quatro filhos, um dos quais o DJ e publicitário David Reis, que prestou uma homenagem ao pai um mês antes de sua morte, realizando a gravação da música "Father", que marcava sua trajetória e com sua participação. Com a morte do músico, entretanto, o projeto foi lançado em Salvador apenas em 2024, com o nome de "BAIYA" e no estilo house. Bira também era pai de Danilo (administrador de empresas), Daniel (jornalista), e Tânia, de seu casamento em 1968 com a também baiana Alzeny.

## Morte
Bira teve um AVC em 20 de dezembro de 2019, e faleceu em 22 de dezembro, após ser internado no Hospital Sancta Maggiore, na Mooca, São Paulo.
O cantor Nando Reis declarou, na ocasião: "Sua alegria contagiante era fundamental para quebrar o nervosismo que sempre toma conta de mim quando tenho que fazer televisão. Sua risada inconfundível era uma marca do programa". Serginho Groisman também se manifestou: "Ótimo instrumentista, era uma companhia alegre nos corredores por onde trabalho".

## Trabalhos
- Jô Soares Onze e Meia, no SBT - (1991 a 1999)
- Programa do Jô, na TV Globo - (2000 a 2016)

## Discografia
com a Banda do Programa do Jô
- 1992 - Quinteto Onze e Meia.
- 2000 - Jô Soares e O Sexteto - Ao Vivo no Tom Brasil.

Participação em Outros Projetos
- 1984 - Filó Machado - Canto Fatal[13]